# 충무관
충무관(忠武館, Chung Mu Hall)은 대한민국 육군사관학교의 종합교육관으로서 서울특별시 노원구 화랑로 574 (공릉동)에 위치해있다. 구 충무관, 익양관, 흥무관 등 노후화되고 분산된 생도교육 시설을 통합하여 2011년에 착공해 2014년에 준공되었다. 750억이 투입된 최첨단 교육시설 로서 생도들의 일반학 교육을 시행하는 곳이다. 충무공 이순신 장군의 애국충절의 정신을 기려 1976년 9월에 충무관으로 되었으며 지하 2층, 지상 4층의 종합 교육시설로서 중앙에 직사각형의 정원을 두고 그 주변으로 복도가 모두 연결된 'ㅁ' 형태의 독특한 구조이다. 

## 역사

### 구(舊) 충무관의 역사
- 1954년 6월 14일 진해에서 태릉으로 복귀하여 기존 A,B,C 교사(사관후보생대 내부반)를 수리하여 일반학 교실로 사용
- 1971년 6월 종합교사 신축
  - 규모/예산 : 연면적 18,962m², 지하 1층, 지상 4층 / 26.15억원
  - 시설내용 : 일반학 교실 76개, 교수연구실 134개, 시청각실 2개 등

- 1976년 9월 : 이순신 장군의 업적을 기려 종합교사를 현 충무관으로 명명
- 1989년 외부 창호(목재창호 → PVC 샤시) 전면 교체
- 1995년 교과과정 개편에 의한 어학 및 전산 실습실(1,3층) 설치
- 2006년~ 2009년 외부 도장 및 옥상방수, 내부 보수 실시 / 1.45억원
- 2011년 6월~ 2014년 종합교육관 신축공사 착공 / 695.1억원

### 익양관(翼襄館)의 역사
- 1955년 전기공학실험실 건립

※ 향후 신보사 건물로 사용중 종합교육관 착공으로 철거
- 1957년 9월 13일 수리 및 열역학 실험실(이공학과) 건립
- 1976년 9월 소포, 신활자, 천문관측기구, 병기구 등을 연구 개발한 고려 말 조선 초의 무신 이천(李蕆)의 과학정신을 기려 익양관으로 명명
- 1977년 3월 26일 익양관 신축
  - 규모/예산 : 철근콘크리트 지상 3층 7,273m² / 7억원
  - 시설 : 이공학처 6개학과 (물리, 화학, 환경, 토목, 전자, 무기) 51개 실험실
- 2006년 옥상방수 부분 보수(드레인 / 선흠통 교체, 조인트 보수 등) / 1,500만원
- 2014년 이후 종합교육관 신축공사 완료 후 철거

## 내부시설

### 제과점
20114년 11월 27일 지하 1층에 카페(파리바게트)를 개점했다. 카페는 북카페 형태를 띠고 있으며, 간부들과 생도들이 주로 사용할 수 있도록 총 110석을 배치하였다. 생도들이 공강 시 피로를 풀고 자유롭게 독서도 하며 동기생들과 대화를 나눌 수 있도록 하기 위해 설치되었다. 접근성 및 활용도가 높은 공간에 위치하고 있어 육사의 명소로 사랑받고 있다.

## 건물 정보
총면적은 37,043m²이며, 100여 개의 일반학 교실, 6개의 대형 강의실 및 세미나실, 145개의 교수 연구실과 65개의 어학 및 각종 실험 실습실, 전산실 등을 고루 갖추고 있어서 명실공히 종합 교육시설로서의 역할을 다하고 있을 뿐만 아니라 지하층에는 인쇄실, 사진실, 우체국, 이발소, 매점 등의 편의 시설이 갖춰져 있다. 각층 코너의 넓은 홀에는 안락의자 및 세미나용 탁자와 의자들을 비치하여 평상시에는 생도 학년별 휴게실이나 자유토의실로 활용하고 있으며, 강의실은 최첨단 정보통신 장비가 반영된 스마트러닝 교육시설을 구비하여 학습효과를 극대화할 수 있는 수업 여건을 보장하고 있다. 또한 냉·난방 시설이 완비되어 생도들과 교수들은 쾌적한 교육 환경에서 학업과 연구에 매진하고 있다.

## 조직

### 교수부

#### 교학처

##### 교학과
교학과에서는 교학 및 보안업무에 관한 업무를 수행하는 부서로 학위교육과정 및 교과목 교육계획의 조정 및 통제로부터 전공과정 및 외국어 분류, 교육성과분석, 졸업시험 및 논문의 시행관리, 재수강 계획 수립, 교수부 중기계획추진, 교수 업적평가 뿐만 아니라 교수부의 보안업무와 교육예산의 집행 및 심의를 담당하고 있다.

##### 행정과
행정과에서는 교수 인사 및 일반행정에 관한 업무를 수행하는 부서로 교수부 인력수급계획의 수립으로부터 신임교수 선발, 교수인사관리 개선을 위한 방책수립, 교수 승진 및 재임용 등 인사관리, 교수의 복지 및 일반행정 사무의 처리와 문서의 관리보존 뿐만아니라 교수부 장비 및 비품관리, 건물 및 시설물 관리를 담당하고 있다.

#### 인문과학처

##### 국어철학과
(1) 학과소개
국어ㆍ철학과는 입말과 글말을 사용하여 정확하고 논리적이며, 품위 있는 표현 능력을 향상시키기 위하여이라는 "國語 使用 能力 向上"이라는 이념을 주창하는 국어분야와 민주시민으로서의 올바른 가치관과 전문직업군 장교로서의 투철한 직업윤리를 갖출 수 있도록 인성과 덕성을 기르는 것을 핵심 가치로 삼는 철학 분야로 구성됩니다.
(2) 학과목표
국어 분야는 문자언어와 음성언어를 이용하여 자신의 생각ㆍ주장ㆍ감정ㆍ가치관을 논리정연하며 품위 있게 표현할 수 있도록 하여 장교로서의 수준 높은 언어 사용능력을 함양시키는 것을 목표로 합니다. 철학 분야는 폭 넓은 세계관과 인생관에 대한 교육을 통해 논리적 사고에 기초한 건전하고 합리적인 판단력과 비판적인 안목을 겸비한 통찰력을 기르는 것을 목표로 합니다.
(3) 개설과목
국어분야 : 작문, 군사화법, 한국문학사, 한국전쟁문학론, 군대와 한국문학, 언어와 사회, 초급 한국어
철학분야 : 철학과 윤리, 군대윤리, 전쟁철학, 논리학, 가치론과 군 직업윤리, 대중매체와 군사인문, 동서양비교철학
| 국어분야        | 철학분야             |
| --------------- | -------------------- |
| 작문            | 철학과 윤리          |
| 군사화법        | 군대윤리             |
| 한국문학사      | 전쟁철학             |
| 한국전쟁문학론  | 논리학               |
| 군대와 한국문학 | 가치론과 군 직업윤리 |
| 언어와 사회     | 대중매체와 군사인문  |
| 초급 한국어     | 동서양비교철학       |

##### 외국어학과
(1) 학과소개
영어과는 군사영어 교육의 메카(Mecca)를 지향하며, 영어교육의 오랜 경험과 전문성을 바탕으로 생도들이 연합작전 환경 속에서 임무 수행에 필요한 영어 사용능력을 구비시키는 임무를 담당하고 있다. 전공생도들은 영어과가 제공하는 교육과정에서 세계문화와 지식을 주도하는 가장 영향력 있는 언어도구이며, 성공적인 한미연합작전 수행에 가장 중요한 수단인 영어를 한 단계 높은 차원에서 공부하게 된다. 이 과정에서 전공 생도들은 언어로써 영어활용능력과 영어로 생산된 광범위한 지식과 정보를 비판적으로 해석하는 능력을 기르며, 장차 연합작전 및 해외파병 임무는 물론이고, 영어문화권의 군사외교관으로 활동하는데 필요한 지적바탕과 통찰력을 구비하게 될 것이다.
(2) 학과목표
영어과에서 제공하는 공통과목 수업을 듣는 생도들은 단계적으로 문장 독해 능력 향상 및 영어를 이용한 의사표현 능력 습득(1학년), 기본적인 어휘 및 표현 숙달을 통한 의사소통 자신감 습득(2학년), 군사영어의 기초가 되는 용어 및 표현 습득(3학년), 연합작전의 이해와 군사관계자료 강독에 요구되는 군사용어 및 표현 습득을 할 수 있게 된다. 전공생도는 다양한 군사관련 전문서적에 대한 영어독해 능력을 갖춤으로써 졸업 후 동맹국의 전략, 군사운용 개념 등 텍스트를 정확하게 이해하고 
(3) 개설과목
| 학년  | 공통과목  | 일반학 전공과목                                                                             |
| ----- | --------- | ------------------------------------------------------------------------------------------- |
| 1학년 | 영어강독  | X                                                                                           |
| 2학년 | 영어회화  | X                                                                                           |
| 3학년 | 군사영어1 | 군사문화의 이해, 군사관계 통번역 연습, 군사영작문, 전쟁문학, 영미지역연구, 고급군사영어회화 |
| 4학년 | 군사영어2 | 미국군사연구, 고급군사영작문, 군사관계 강독, 실무 군사영어                                  |

#### 사회과학처

##### 정치사회학과
(1) 학과소개
급변하는 21세기 안보 및 전장환경은 효과적인 국가안보를 위하여 대외적으로는 불확실한 안보위협에 대한 올바른 평가와 적절한 대응능력을, 대내적으로는 효율적 군 조직관리 능력과 합리적 의사결정을 위한 수준 높은 군 전문 리더십을 요구하고 있다. 정치사회학과에서는 생도들에게 대내ㆍ외적인 안보상황에 부응하는 군사전문가로서의 기초소양 함양에 목표를 두고 있다. 
(2) 학과목표
공통 
국가안보론, 북한학 교육을 통해 국가안보 및 대적관을 확립한다.
국제관계분야
국가안보와 대적관 확립에 필요한 기초 수양을 배양하고, 나아가 한반도를 둘러싼 안보위협 평가, 국방 정책의 입안 및 집행, 평가에 필요한 기초능력에 배양하며 "통일한국의 비전" 달성에 적합한 군사 전문인력을 양성한다.
(3) 개설과목
| 교양필수       | 군사학필수 | 전공           |
| -------------- | ---------- | -------------- |
| 사회조사방법론 | 북한학     | 국제관계론     |
|                | 국가안보론 | 외교정책론     |
|                | 민군관계론 | 국제법         |
|                | 국제관계론 | 국제기구론     |
|                |            | 국제분쟁론     |
|                |            | 군비통제론     |
|                |            | 국제안보협력론 |
|                |            | 동북아지역연구 |
|                |            | 한국국방정책론 |
|                |            | 한미안보동맹론 |

##### 경제법학과
(1) 학과소개
경제ㆍ법학과는 경제학과 법학분야로 구성된 학과로서 생도전체를 대상으로 공통과목인 경제학과 헌법과 군사법, 그리고 전공으로 경제전공 및 법학전공의 교육을 담당하고 있다. 사관생도들에게 장차 군의 중추적 관리자로서의 역할을 수행함에 있어 필수불가결한 합리적이고 정의로운 의사결정을 할 수 있도록 교육과 연구를 통해 뒷받침하고 있다.
(2) 학과목표
경제ㆍ법학과는 장차 군의 리더가 될 사관생도들에게 교육을 통해 다음과 같은 능력을 구비할 수 있도록 목표를 설정하고 교육하고 있다. 경제학분야는 자본주의 시장경제체제의 우월성을 명확히 인식케 하고 합리적인 경제호라동을 할 수 있는 능력을 구비하며, 관리자로서 합리적인 의사결정을 할 수 있는 능력을 배양하는 것을 목표로 한다. 법학분야는 자유민주주의 국가관 및 가치관을 확립시키고 법치주의를 바탕으로 한 장병기본권 보호자로서 육성하며, 전문직업군인으로서 실무에 적용 가능한 법학소양 배양을 목표로 하고 있다.
(3) 개설과목
| 경제학과               | 법학과              |
| ---------------------- | ------------------- |
| 경제학                 | 헌법과 군사법       |
| 미시경제학             | 군형법              |
| 거시경제학             | 군형법 사례연습     |
| 계량경제학             | 군사행정법          |
| 국제경제학             | 군사행정법 사례연습 |
| 게임이론 및 응용       | 국제법              |
| 공공경제학             | 국가안보와 법       |
| 환경경제학             | 군대와 법           |
| 비용편익분석           |                     |
| 국방경제학             |                     |
| 북한경제학             |                     |
| 게임이론의 군사적 응용 |                     |

##### 심리경영학과
(1) 학과소개
심리ㆍ경엉학과는 심리분야와 경영분야로 구성된 학과로서, 전 생도 대상 공통과목인 심리학개론, 리더십, 군사CR과 심리전공 및 경영전공의 교육을 담당하고 있다. 미래 국방을 선도할 사관생도들이 인간행동과 정신과정을 이해하고, 조직성과 극대화를 위한 다양한 경영기법을 체득함으로써 최고의 리더이자 관리자로 성장할 수 있도록 교육과 연구에 임하고 있다.
(2) 학과목표
심리분야는 개인의 행동과 심리에 대한 이해를 바탕으로 조직 및 사회 속에서의 인간행동을 탐구하고 정예 리더가 갖추어야 할 인간관리, 지휘통솔 능력을 증진한다. 
경영분야는 조직 관리를 위한 기초지식과 이를 실무에 적용할 수 있는 다양한 경영 기법에 대한 이해를 바탕으로 조직 관리상의 문제를 해결하고 성과를 극대화할 수 있는 능력을 개발한다.
(3) 개설과목

공통/선택 과목
| 공통과목       | 심리 선택과목      | 경영 선택과목 |
| -------------- | ------------------ | ------------- |
| 심리학개론     | 교육학             | 국방경영학    |
| 리더십         | 스트레스와 건강    | 경영혁신      |
| 군사OR         | 산업 및 조직심리학 |               |
| 사회조사방법론 |                    |               |

전공과목
| 심리분야            | 경영분야            |
| ------------------- | ------------------- |
| 조직행동론          | 조직행동론          |
| 심리학 연구설계     | 마케팅 리서치       |
| 행동관리            | 재무회계            |
| 전장리더십          | 인적자원관리        |
| 조직성원의 이해     | 경영과학            |
| 집단역학            | 생산관리            |
| 조직변화의 리더십   | 군리더십            |
| 군대상담            | 경영전략            |
| 리더십 주요문제     | 프로젝트 관리       |
| 리더십 개발 및 평가 | 리더십 개발 및 평가 |

##### 군사사학과
(1) 학과소개 
장차 군의 중추이자 군사전문가로 성장할 생도들에게 과거의 전쟁 경험을 역사적인 맥락에서 연구하여 향후 군사전략 및 작전술 개발에 기여할 수 있는 기본적인 소양을 제공하는 것을 교육목표로 삼고 있다. 이러한 취지에 맞는 전공과정을 개설하여 전쟁수행 이론, 군사 제도, 군사과학기술, 군사사상의 역사적 발전과정과 근본이론을 깊이 있게 교육함으로써 생도들이 정예장교이자 군사전문가로 성장할 수 있는 토대를 제공하고 있다.
(2) 학과목표 
장차 군의 중추이자, 군사전문가로 성장할 생도들에게 전쟁사에 대한 기초적 사실 숙지와 이를 바탕으로 한 역사적 통찰력을 제공함으로써 전쟁에 대한 포괄적 이해력을 향상시키고, 나아가 군의 고급장교에게 필요한 기초 군사 소양을 구비시키는 것을 목표로 함.
(3) 개설과목
| 필수       | 선택                | 3학년 전공(1학기) | 3학년 전공(2학기) | 4학년 전공(1학기) | 4학년 전공(2학기) |
| ---------- | ------------------- | ----------------- | ----------------- | ----------------- | ----------------- |
| 한국전쟁사 | 역사 속 전쟁과 예술 | 군사사방법론      | 무기발달사        | 전략문화와 전쟁   | 작전술ㆍ전역연구  |
| 세계전쟁사 | 4세대전쟁 연구      | 군사제도사        | 한국군사사        | 군사사상          | 군사사의 諸주제   |
| 군사전략   | 현대전쟁 연구       | 근대국가와 전쟁   | 20세기 현대사     |                   |                   |

#### 이학처

##### 수학과
(1) 학과소개 
수학과는 문/이과 전 생도를 대상으로 하는 미분적분학, 선형대수학, 확률 및 통계 등 공통과목 수업과 더불어 운영분석 전공과목을 전담하고 있다. 또한, 사관생도들이 논리적이고 창의적인 문제 해결 능력 및 데이터 분석 능력을 함양할 수 있도록 교육 및 연구에 매진하고 있다.
(2) 학과목표 
급변하는 미래 전장 환경 속에서 지휘관의 빠르고 효율적인 판단 능력이 그 어느 때보다 중요해짐에 따라 군에서 운영분석 및 빅데이터 분석 능력이 강조되고 있다. 이에 따라 수학과는 논리적이고 창의적인 문제해결능력을 구비한 정예장교 양성을 목표로 공통 및 선택과목 수업에서 사관생도들이 과학적 분석능력과 논리적 판단력을 기를 수 있도록 하는 동시에, 운영분석 전공 생도들에게 데이터 분석 능력을 교육하여 빅데이터 분석 능력을 갖춘 인재로 성장할 수 있도록 한다.
(3) 개설과목 
| 1학년               | 2학년       |
| ------------------- | ----------- |
| 미분적분학(문/이과) | 확률과 통계 |
| 선형대수학(문/이과) |             |

| 2학년            | 3학년               |
| ---------------- | ------------------- |
| 응용수학(문과)   | 수학적 전투모델이론 |
| 미분방정식(이과) | 국방자료분석        |

| 3학년      | 4학년           |
| ---------- | --------------- |
| 해석개론   | OR수학          |
| 확률론     | 통계적 방법론   |
| 선형계획법 | 전략적 국방분석 |
| 정보수학   | 암호학          |
| 확률정보론 |                 |
| 수리통계   |                 |

##### 물리ㆍ화학과
(1) 학과소개 
물리ㆍ화학과는 응용물리전공과 응용화학전공 분야로 구성되어 있으며, 이들 두 분야는 생도들이 자연현상을 과학적, 체계적, 논리적으로 이해할 수 있도록 교육을 실시하고 있다.                           응용물리 분야는 장차 군 고급지휘관으로서 이학적 사고를 통해 효율적으로 군사력을 건설ㆍ운용할 수 있는 잠재역량을 갖춘 장교양성을 목적으로 한다.                                                                   응용화학 분야는 전문 직업군 장교로서 임무수행에 필요한 화생방방호 등 군사관련 지식을 함양하여 미래에 대한 예측과 대응능력을 구비한 장교양성을 목적으로 한다.
(2) 학과목표 
응용물리 분야는 이론을 바탕으로 첨단무기 체계의 원리를 이해시킴과 동시에 체계적이고 과학적인 사고능력과 분석력, 문제해결능력을 배양시키는 것을 목표로 한다.                                                        응용화학 분야는 화학 전 분야에 걸친 이론과 실험 교육을 통해 자연현상을 이해하고, 논리적 사고력과 문제해결능력을 배우며, 과학적인 데이터 분석 방법과 의사결정 방법을 습득하는 것 뿐만 아니라, 차후 화학병과와 관련하여 화생방 방호 등 전문지식의 함양을 목표로 한다.
(3) 개설과목
| 응용물리             | 응용화학         |
| -------------------- | ---------------- |
| 기초물리학 및 실험   | 기초화학 및 실험 |
| 일반물리학 및 실험   | 일반화학 및 실험 |
| 핵 에너지 개론       | 군사생리         |
| 레이저 개론          | 군사화학         |
| 현대물리 및 첨단기술 | 물리화학         |
| 고전역학             | 유기화학 및 실험 |
| 양자역학             | 유기합성 및 실험 |
| 나노물리             | 생리화학         |
| 전자기학             | 생화학           |
| 전자파 물리          | 환경화학 및 실험 |
| 열 및 통계물리       | 고급군사화학     |
| 군사응용광학         | 분석화학 및 실험 |
| 고체물리학           | 무기화학         |

##### 컴퓨터과학과
(1) 학과소개
정보화 시대의 도래 이후 컴퓨터과학의 중요성은 끊임없이 증대되어 왔다. 특히 제 5의 전쟁 영역으로서 사이버 공간에 대한 규모와 영향이 빠른 속도로 확대되어가는 상황에서 이 공간을 다루는 컴퓨터과학은 미래 전쟁의 가장 핵심적인 학문이라 해도 과언이 아니다. 이러한 시대적 요구에 부합하는 장교를 양성하기 위해 육군사관학교 컴퓨터과학과는 다양한 최선 정보통신기술(ICT)에 대한 이론 및 실습교육을 통해 창의적이고 주도적으로 조직의 문제를 해결할 수 있는 정예장교 양성을 위해 주력하고 있다.
(2) 학과목표
육군사관학교 컴퓨터과학과는 미래의 정보 및 디지털 전장을 주도할 수 있는 정예장교 양성을 그 목표로 한다. 이를 위해 ICBMS(사물인터넷, 클라우드, 빅데이터, 이동통신, 보안)와 인공지능 등 최신 정보통신기술(ICT)에 대한 이론 및 실습교육을 통해 사관생도들로 하여금 미래 정보화 사회에 대한 적응력을 갖추도록 한다. 또한 디지털화된 전장에서 지휘관 및 참모로서 임무를 수행하는데 필수적인 정보체계에 대한 이해와 운용능력을 바탕으로 사이버전 수행능력을 배양한다. 
(3) 개설과목
| 계열선택       | 교양필수                | 군사학 선택        | 학과전공          |
| -------------- | ----------------------- | ------------------ | ----------------- |
| 공업수학(전산) | 컴퓨터과학 개론 및 실습 | 정보보호알고리즘   | 컴퓨터구조        |
|                | 사이버전 개론           | 국방실용소프트웨어 | 프로그래밍언어론  |
|                | 컴퓨터 프로그래밍       |                    | 데이터베이스      |
|                |                         |                    | 운영체제          |
|                |                         |                    | 소프트웨어 공학   |
|                |                         |                    | 컴퓨터 네트워크   |
|                |                         |                    | 인공지능          |
|                |                         |                    | 정보보안          |
|                |                         |                    | 자료구조론        |
|                |                         |                    | 사이버전 정보기술 |

#### 공학처

##### 기계시스템공학과
(1) 학과소개
4차 산업혁명의 시작과 더불어 급변하는 21세기는 정보화, 과학화의 거친 물결 속에서 각 분야의 발전이 눈부시게 이루어지고 있습니다. 특히 무기체계와 관련된 분야(무기공학, 국방 M&S 등)는 전 세계 첨단 과학의 또다른 전장(戰場)임과 동시에 결정체라고 할 수 있다. 기계시스템공학과는 미래 대한민국 육군을 이끌어갈 정예장교로서 반드시 갖추어야 할 학문적 밑거름을 제공함과 동시에 미래 무기체계 전문가로서의 비전을 제시하고자 한다.
(2) 학과목표
미래 전장을 바꿀 5대 게임 체인저(전략기동군단, 미사일전력, 드론봇, 특수임무연단, 워리어 플랫폼) 핵심기술의 공학적 원리를 이해하고 응용하여 군사과학기술자로의 전문성을 개발하고, 시스템적 관점에서 무기 및 장비를 효율적으로 관리할 수 있는 군사자원 관리자로서의 능력을 함양하고자 한다. 또한, 지도교수와 생도간 공동연구수행 및 캡스톤디자인 등을 통해 따뜻하고 품격있는 장교 양성을 위해 매진할 것이다.
(3) 개설과목
| 무기기계공학     | 무기시스템공학   |
| ---------------- | ---------------- |
| 기계공학개론     | 시스템공학       |
| 기계공학응용     | 시스템설계       |
| 무기공학         | 운용과학         |
| 국방로봇         | 전투모의이론     |
| 전투차량학       | 의사결정분석     |
| 공업수학(기계)   | 국방기술분석     |
| 열역학           | 캡스톤디자인     |
| 동역학           | 시스템인터페이스 |
| 기계재로         | 생산운용관리     |
| 재료역학         | 국방사업관리     |
| 유체역학         |                  |
| 기계진동         |                  |
| 제어 및 계측     |                  |
| 전산기계         |                  |
| 차량공학         |                  |
| 기계설계 및 제작 |                  |

##### 토목환경학과
(1) 학과소개
육사 토목ㆍ환경학과는 우리나라 산업화시기에 경부고속도로, 삼일고가도로, 서울타워 설계 등 국가적인 토목 건축 사업을 주도했다. 육사에서 재직한 교수들은 각 분야에서 학회장 및 임원진을 역임하고 교과서를 집필하는 등 학계와 산업계에서 눈부신 활동을 펼쳐왔다. 빛나는 전통의 육사 토목ㆍ환경학과는 이제 핵(WMD)방호 분야에서 군과 국가 발전을 위해 기여하고 있다. 북한의 위협으로부터 국가와 국민을 보호하기 위한 국가차원의 방호 능력 향상을 위해 생도 교육과 연구를 추진하고 있다. 아울러 다양한 환경문제의 발생원인과 과학적 해법을 탐구하고 지형, 기상 등 전장정보분석 능력을 구비한 정예장교를 양성한다. 
(2) 학과목표
6대 전투수행기능 중 방호 및 작전지속지원을 위한 전문지식과 지형, 기상정보 등의 전장정보 분석 능력을 함양시킨다. 또한 군사시설의 계획, 설계, 시공, 감독에 필요한 기초 지식을 제공하고, 사회기반시설물을 전투 및 부대운용에 효과적으로 활용하기 위한 응용력을 배양한다. 전공과목은 일반대학과 유사하나 공병, 포병, 수송, 군수, 국가재난, 환경/에너지, 핵(WMD) 등 전문지식을 군에 적용할 수 있도록 응용력과 사고방식, 관점을 개발하는데 교육의 중점을 두고 있다.
(3) 개설과목
| 토목분야             | 환경분야     |
| -------------------- | ------------ |
| 토목공학개론 및 응용 | 환경학       |
| 방호공학             | 군사지리기상 |
| 군재난관리           | 군환경관리   |
| 국방지형정보체계     | 환경과학     |
| 응용역학             | 환경공학     |
| 구조역학             | 토양지하수학 |
| 토질역학             | 대기환경론   |
| 수공학               | 소음진동학   |
| 상하수도공학         |              |
| 군사수문학 설계      |              |
| 측량공학             |              |
| 철근콘크리트         |              |
| 전시기반설계         |              |
| 건설시공관리         |              |

## 참고 자료
- <2020 육군사관학교 요람>. 2020년. 180쪽.